# Louis Delétraz
Louis Delétraz (Ginevra, 22 aprile 1997) è un pilota automobilistico svizzero, due volte campione dell'European Le Mans Series, nel 2021 insieme a Robert Kubica e Ye Yifei e nel 2022 con Ferdinando d'Asburgo. Nel 2023 ha vinto il Campionato del mondo endurance nella classe LMP2 con Kubica e Rui Andrade, mentre nel 2024 ha vinto la 12 Ore di Sebring con l'Acura ARX-06.
È il figlio dell'ex pilota di Formula 1 Jean-Denis Delétraz.

## Carriera

### Kart e primi anni in monoposto
Nato a Ginevra, Delétraz inizia la sua carriera sui kart nel 2008. Gareggia in varie categorie fino al 2011.
Delétraz debutta nelle monoposto nel settembre 2012, gareggiando nelle tre gare finali del campionato Formula BMW Talent Cup al circuito Motorsport Arena Oschersleben. Ottiene tutte e tre le pole position, vincendo una delle gare.
Nella stagione 2013 Delétraz partecipa al campionato di Formula Renault 2.0 NEC con la Josef Kaufmann Racing. Ottiene 77 punti e il diciannovesimo posto in classifica generale.
Nella stagione 2014 continua con lo stesso team, ottenendo una vittoria e il secondo posto nel campionato Formula Renault 2.0 NEC.
Nel 2015 Delétraz continua per il terzo anno consecutivo nel campionato passa al campionato Formula Renault 2.0 NEC e partecipa anche all'intero campionato Eurocup Formula Renault 2.0, sempre con Josef Kaufmann Racing. Nella Formula Renault 2.0 NEC riesce a vincere il campionato ottenendo 9 vittorie in totale, mentre è secondo nel campionato Eurocup. Lo stesso anno Delétraz partecipa anche a 2 gare della Formula Renault 3.5 Series con il team Comtec Racing. Nel 2016 gareggia nella Formula Renault 3.5 Series per l'intera stagione con la Fortec Motorsport. Ottiene 2 vittorie e riesce a conquistare il secondo posto in classifica generale.

### GP2 Series/Formula 2

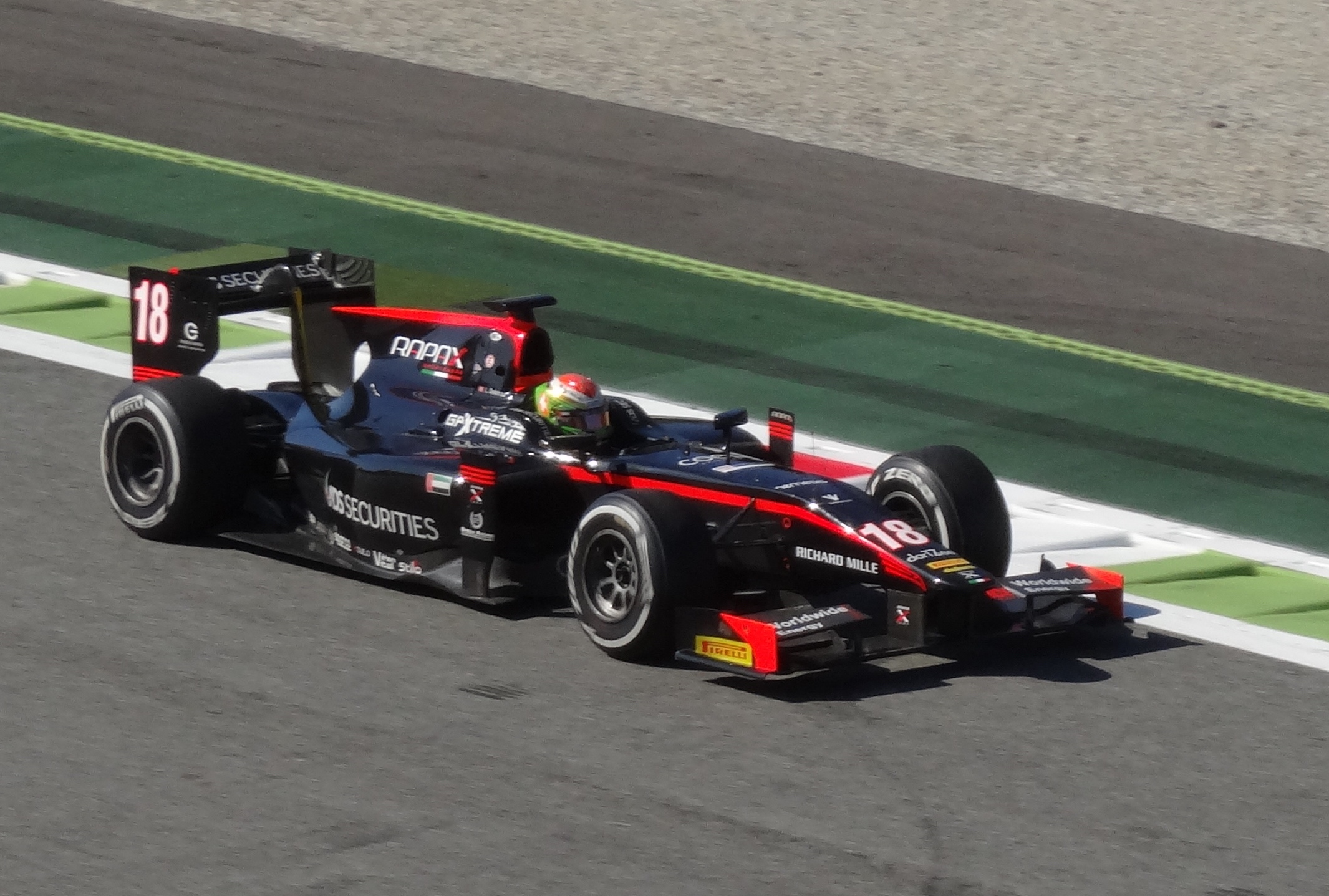
Delétraz con la Dallara GP2/11 del team Rapax a Monza nel 2017.

Nello stesso 2016 Delétraz approda in GP2 nell'ultimo appuntamento della stagione a Yas Marina con il team Carlin, in sostituzione di Marvin Kirchhofer.
Nella stagione 2017 continua nel campionato, nel frattempo rinominato Formula 2, passando alla Racing Engineering, ottenendo un punto nelle prime 14 gare. Dall'appuntamento di Spa-Francorchamps passa al team Rapax ottenendo come miglior risultato un quarto posto nella gara sprint di Monza. Termina il campionato diciassettesimo.
Nella stagione successiva resta nella categoria per la terza stagione consecutiva, passando al team Charouz Racing System. Come miglior risultato ottiene due secondi posti e termina decimo in classifica generale.

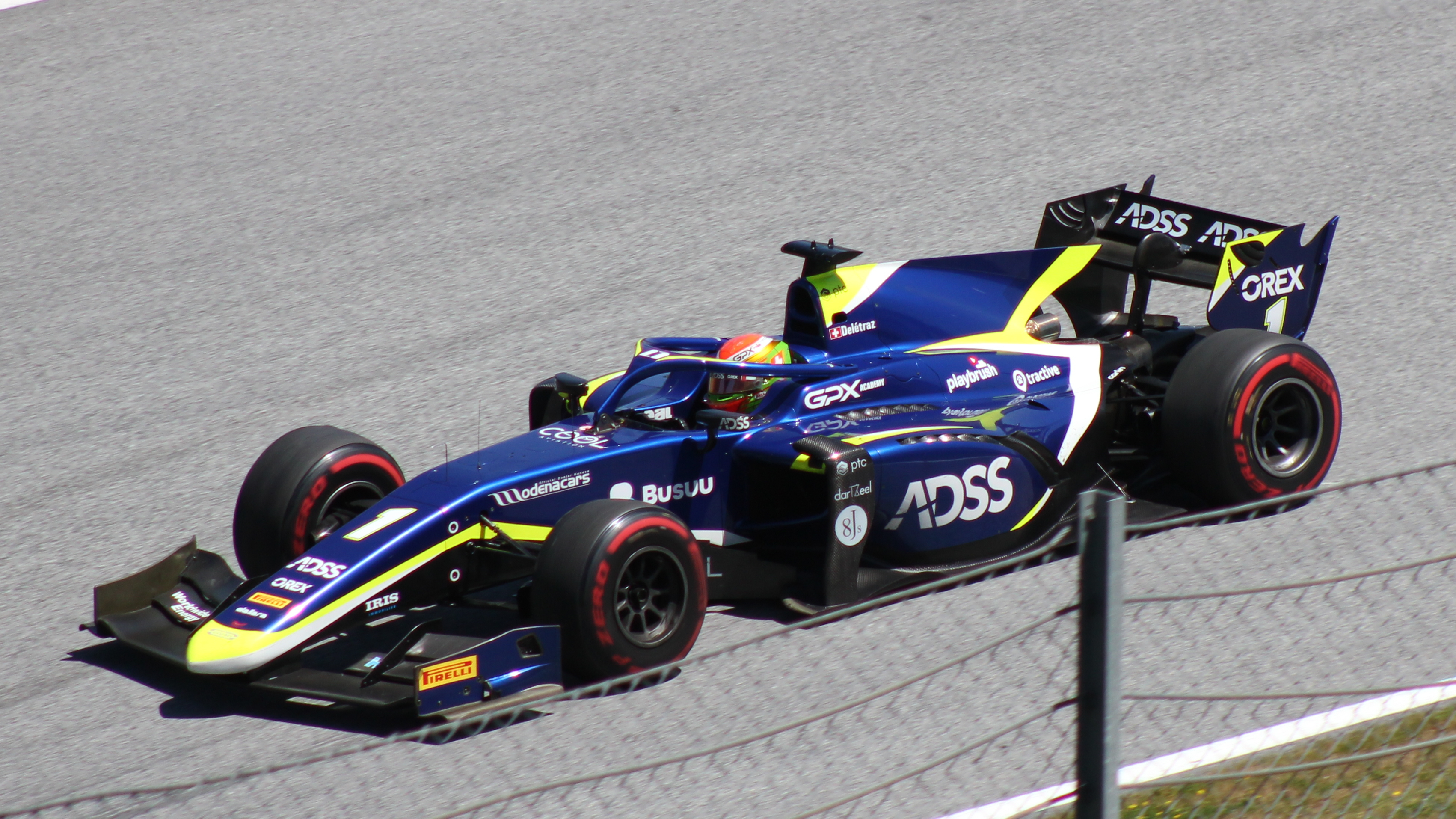
Delétraz con la Carlin al Red Bull Ring nel 2019.

Per la stagione 2019 lo svizzero affronta la sua quarta stagione nella categoria con la Carlin, squadra con cui ha debuttato in GP2 nel 2016. Durante la stagione ottiene due secondi posti, il primo dietro a Anthoine Hubert  a Monte Carlo, il secondo a Silverstone dove chiude dietro a Jack Aitken. Nel resto della stagione ottiene a Soči un terzo posto dietro a Nyck de Vries e Nicholas Latifi e chiude ottavo in classifica.
Per la stagione 2020 torna al team Charouz al fianco di Pedro Piquet. Delétraz ottiene altri cinque podi, due secondi posti e due terzi. Pur non riuscendo raggiungere la vittoria e la sua migliore stagione nella serie visto i 134 punti guadagnati e l'ottavo posto in classifica. Dopo cinque anni Delétraz lascia la Formula 2 per dedicarsi alle corse di durata.

### Formula 1
Nel 2016 entra brevemente a far parte del programma per giovani piloti della Renault F1, salvo poi uscirne l'anno dopo. Dalla stagione 2020 diventa il nuovo collaudatore della Haas.

### Endurance

#### 2020: La prima Le Mans
Nel 2020 partecipa alla 24 Ore di Le Mans alla guida di una Rebellion R13 nella categoria LMP1, al fianco dei piloti francesi Nathanaël Berthon e Romain Dumas. L'equipaggio si classifica al quarto posto, completando 381 giri.

#### 2021: La vittoria nell’ELMS

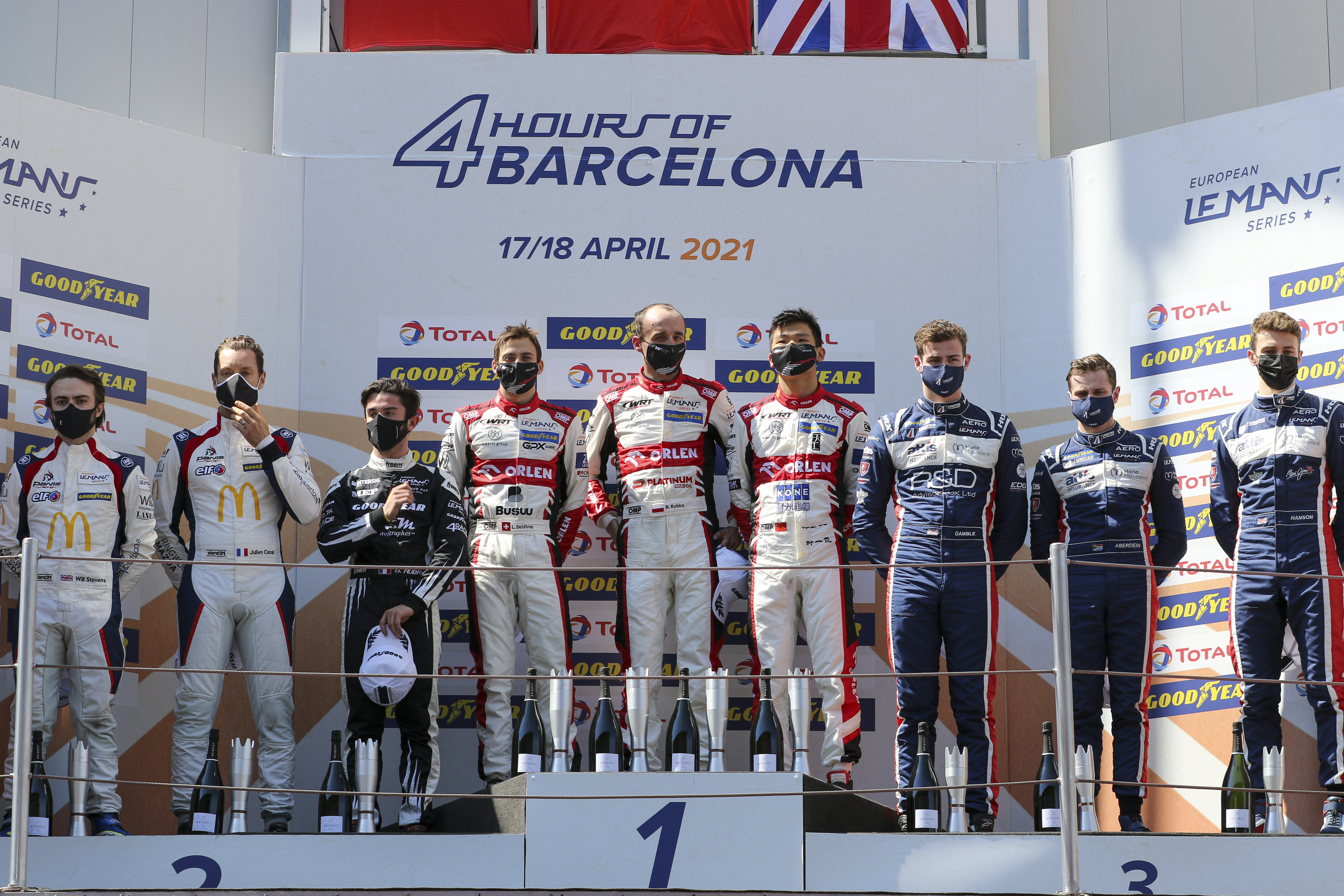
Delétraz sul gradino più alto del podio con Kubica e Ye (2021)

Nel 2021 Delétraz partecipa al campionato European Le Mans Series nella categoria maggiore la LMP2, con il team belga Team WRT insieme al ex pilota di Formula 1 Robert Kubica e Ye Yifei. Nella prima gara a Montmelò il trio conquista la vittoria. Si ripetono vincendo anche la seconda gara del campionato a Spielberg.  Il terzo appuntamento si disputa al Paul Ricard, i tre piloti della WRT si qualificano secondi, mentre in gara chiudo quinti, nella quarta gara a Monza chiudono quarti e mantengono la testa della classifica. Con la vittoria in Belgio il Team WRT si laurea campione nella serie con una gara d'anticipo.
Partecipa alla 8 Ore di Portimão con il team Inter Europol Competition sempre nella categoria LMP2, dove raggiunge la quinta posizione e con il Team WRT decide di partecipare anche alla 24 Ore di Le Mans 2021 insieme Kubica e Yifei, sempre nella categoria LMP2. L’equipaggio conduce un’ottima gara sempre nei primi posti. All’ultimo giro della gara però, mentre erano al primo posto nella loro categoria, sono costretti al ritiro per un problema tecnico dopo ben 362 giri.

#### 2022: Passaggio alla Prema e l'esordio in IMSA

Delétraz durante la 24 Ore di Le Mans alla guida della Oreca 07 del team Prema

Delétraz si unisce al team Tower Motorsport By Starworks per correre la 24 ore di Daytona. L'equipaggio conclude ottavo nella gara di qualifica e in gara riescono a raggiungere il terzo posto. Nel Campionato IMSA insieme a Rui Andrade e John Farano vince nella classe LMP2 la gara di Laguna Seca e la Petit Le Mans. Pur avendo saltato una corsa lo svizzero chiude settimo in classifica ed aiuta Tower Motorsport a vincere il campionato riservato ai team, mentre chiude secondo nella Michelin Endurance Cup.
Lo stesso anno viene ingaggiato dal team Prema supportato da Iron Lynx per correre nel Campionato del mondo endurance e l'European Le Mans Series. Nel WEC divide l'Oreca 07 con Lorenzo Colombo e Kubica mentre nel ELMS divide l'auto con Ferdinando d'Asburgo, Colombo nelle prime 4 gare e con Juan Manuel Correa nelle restanti due. Dopo aver ottenuto un buon quarto posto nella prima gara del WEC vince le prime due gara stagionale nel ELMS. Nella 24 Ore di Le Mans l'equipaggio arriva sesto nella classifica generale e secondo nella propria classe dietro alla Jota Sport guidata da António Félix da Costa, Roberto González e Will Stevens. Nel ELMS ottiene altre due vittorie, la 4 Ore di Barcellona e la 4 Ore di Portimão diventano campione nella serie come accaduto nel 2021.

#### 2023: Tra l'Acura ARX-06 e il team WRT

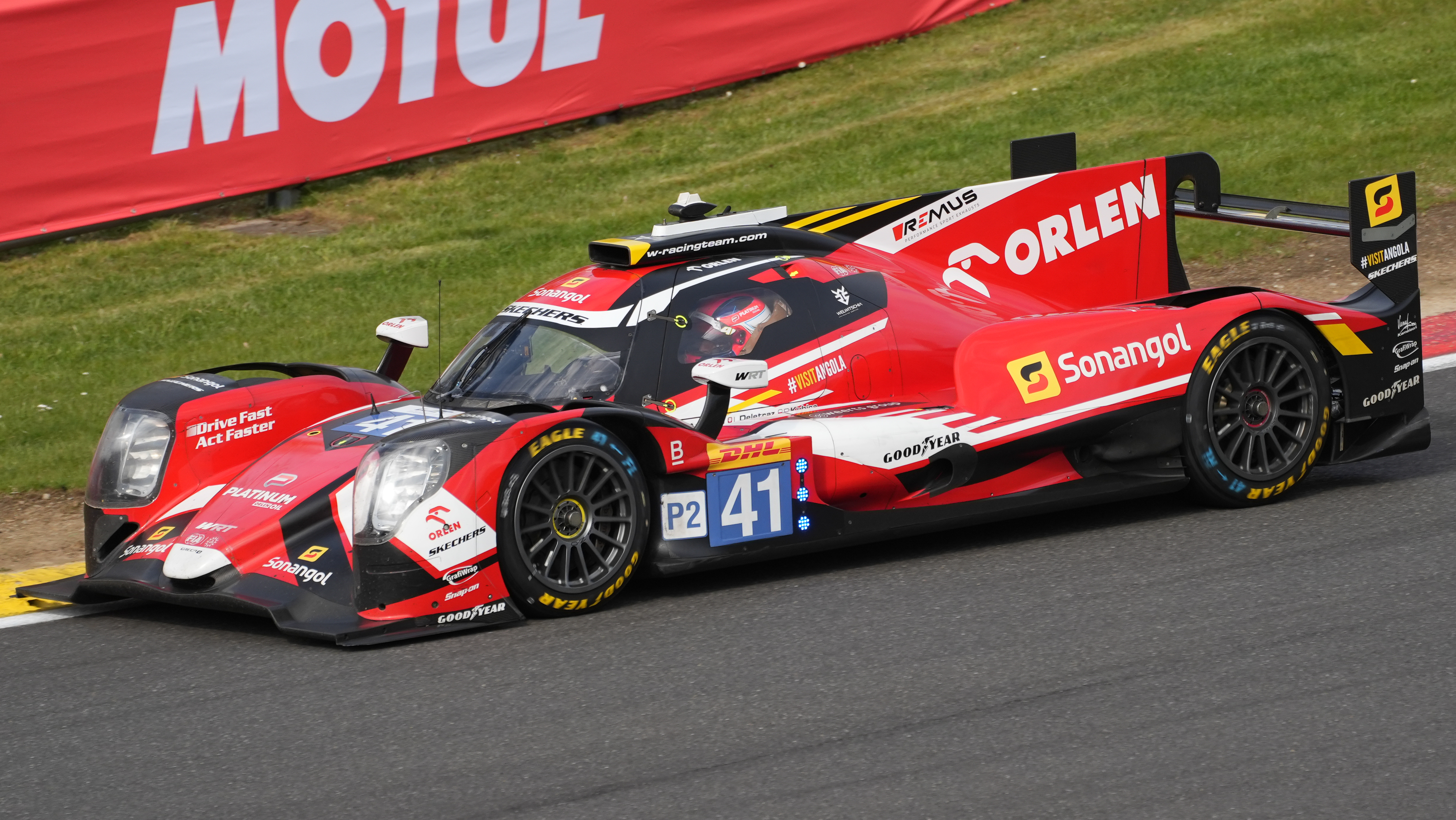
Delétraz durante la 6 ore di Spa 2023 con il team Team WRT

Delétraz fa il salto di classe nel Campionato IMSA, lo svizzero correrà con la nuova Acura ARX-06 del team Wayne Taylor Racing, dove si unirà per le gare dell'Endurance Cup a Filipe Albuquerque e Ricky Taylor. L'equipaggio ottiene il secondo posto nella 24 Ore di Daytona dietro l'atra ARX-06. A fine stagione il pilota svizzero chiude secondo nella Michelin Endurance Cup.
Il pilota svizzero, oltre gli impegni con l'Hypercar della Acura, corre con i prototipi LMP2 nel European Le Mans Series e nel Mondiale endurance. Il primo con il Racing Team Turkey e nel secondo ritorna con il Team WRT. Nel WEC insieme a Robert Kubica e Rui Andrade ottiene sei podi nelle sette gara totali, riuscendo a vincere la 6 Ore di Spa-Francorchamps, la 6 Ore del Fuji e l'8 Ore del Bahrain laureandosi campione nella classe LMP2.
Nella serie europea con Charlie Eastwood e Salih Yoluç ottiene due vittorie nella classe LMP2 Pro/Am e chiudono al terzo posto in classifica finale.

#### 2024: Pilota ufficiale Acura
Per la stagione 2024 del Campionato IMSA viene ingaggiato a tempo pieno dal team Wayne Taylor Racing supportato dal Andretti, diventando un pilota ufficiale della Acura. Il pilota svizzero avrà come co-pilota l'esperto Jordan Taylor.
Nello stesso anno torna anche nell'European Le Mans Series dividendo l'Oreca 07 del team AO con TF Sport con Jonny Edgar e Robert Kubica. L'equipaggio nella prima parte della stagione ottiene tre podi tra cui la vittoria nella 4 Ore di Spa-Francorchamps. Inoltre, insieme ad Alex Quinn e P. J. Hyett prende parte nella classe LMP2 alla 24 Ore di Le Mans 2024 riuscendo a conquistare la pole nella propria categoria.

#### 2025: Il passaggio in Cadillac
A fine ottobre viene annunciato da Cadillac per disputare il campionato IMSA. Debutterà nella 24 Ore di Daytona con il team WTR. 

## Risultati

### Riassunto della carriera
| Stagione | Campionato                  | Team                      | Gare | Vittorie | Pole | Gpv | Podi | Punti | Pos. |
| -------- | --------------------------- | ------------------------- | ---- | -------- | ---- | --- | ---- | ----- | ---- |
| 2012     | Formula BMW Talent Cup      |                           | 3    | 1        | 3    | 1   | 2    | 40    | 4º   |
| 2013     | Formula Renault 2.0 NEC     | Josef Kaufmann Racing     | 16   | 0        | 0    | 0   | 0    | 77    | 19º  |
| 2014     | Formula Renault 2.0 NEC     | Josef Kaufmann Racing     | 15   | 1        | 1    | 0   | 5    | 242   | 2º   |
| 2014     | Eurocup Formula Renault 2.0 | AV Formula                | 4    | 0        | 0    | 0   | 0    | 0     | NC†  |
| 2014     | Eurocup Formula Renault 2.0 | Josef Kaufmann Racing     | 2    | 0        | 0    | 0   | 0    | 0     | NC†  |
| 2015     | Formula Renault 2.0 NEC     | Josef Kaufmann Racing     | 16   | 9        | 12   | 8   | 12   | 378   | 1º   |
| 2015     | Eurocup Formula Renault 2.0 | Josef Kaufmann Racing     | 17   | 3        | 5    | 3   | 5    | 193   | 2º   |
| 2015     | Formula Renault 3.5 Series  | Comtec Racing             | 2    | 0        | 0    | 0   | 0    | 0     | 29º  |
| 2016     | Formula Renault 3.5 Series  | Fortec Motorsports        | 18   | 2        | 3    | 5   | 9    | 230   | 2º   |
| 2016     | ADAC GT Masters             | Schubert Motorsport       | 8    | 0        | 0    | 0   | 0    | 14    | 36º  |
| 2016     | GP2 Series                  | Carlin                    | 2    | 0        | 0    | 0   | 0    | 0     | 26º  |
| 2017     | Formula 2                   | Racing Engineering        | 14   | 0        | 0    | 0   | 0    | 16    | 17º  |
| 2017     | Formula 2                   | Rapax                     | 8    | 0        | 0    | 0   | 0    | 16    | 17º  |
| 2018     | Formula 2                   | Charouz Racing System     | 24   | 0        | 0    | 0   | 2    | 74    | 10º  |
| 2019     | Formula 2                   | Carlin Motorsport         | 22   | 0        | 0    | 0   | 3    | 92    | 8º   |
| 2020     | Formula 2                   | Charouz Racing System     | 24   | 0        | 0    | 1   | 5    | 134   | 8º   |
| 2020     | 24 ore Le Mans              | Rebellion Racing          | 1    | 0        | 0    | 0   | 0    | -     | 4º   |
| 2021     | ELMS                        | Team WRT                  | 6    | 3        | 0    | 0   | 4    | 118   | 1°   |
| 2021     | 24 Ore di Le Mans-LMP2      | Team WRT                  | 1    | 0        | 0    | 0   | 0    | -     | Rit  |
| 2021     | WEC-LMP2                    | Inter Europol Competition | 1    | 0        | 0    | 0   | 0    | 15    | 20°  |
| 2022     | Campionato IMSA -LMP2       | Tower Motorsport          | 6    | 2        | 0    | 0   | 4    | 1712  | 7°   |
| 2022     | WEC-LMP2                    | Prema Orlen Team          | 6    | 0        | 0    | 0   | 1    | 94    | 5°   |
| 2022     | 24 Ore di Le Mans-LMP2      | Prema Orlen Team          | 1    | 0        | 0    | 0   | 1    | -     | 2º   |
| 2022     | ELMS                        | Prema Orlen Team          | 6    | 4        | 0    | 0   | 5    | 125   | 1º   |
| 2023     | IMSA Endurance CUP          | Wayne Taylor Racing       | 3    | 0        | 0    | 0   | 1    | 34    | 2º   |
| 2023     | 24 Ore di Daytona           | Wayne Taylor Racing       | 1    | 0        | 0    | 0   | 1    | -     | 2º   |
| 2023     | WEC-LMP2                    | Team WRT                  | 7    | 3        | 0    | 0   | 6    | 179   | 1º   |
| 2023     | 24 Ore di Le Mans-LMP2      | Team WRT                  | 1    | 0        | 0    | 0   | 1    | -     | 2º   |
| 2023     | ELMS - LMP2 Pro/Am          | Racing Team Turkey        | 6    | 2        | 0    | 1   | 3    | 94    | 3º   |

† In quanto pilota ospite, Delétraz non aveva diritto a prendere punti.
*Campionato in corso

### Risultati in GP2 Series
(legenda) 
(Le gare in grassetto indicano pole position) (Le gare in corsivo indicano giro veloce)
| Stagione | Team              | 1   | 2   | 3   | 4   | 5   | 6   | 7   | 8   | 9   | 10  | 11  | 12  | 13  | 14  | 15  | 16  | 17  | 18  | 19  | 20  | 21  | 22  | Punti | Pos. |
| -------- | ----------------- | --- | --- | --- | --- | --- | --- | --- | --- | --- | --- | --- | --- | --- | --- | --- | --- | --- | --- | --- | --- | --- | --- | ----- | ---- |
| 2016     | Carlin Motorsport | CAT | CAT | MON | MON | BAK | BAK | RBR | RBR | SIL | SIL | HUN | HUN | HOC | HOC | SPA | SPA | MNZ | MNZ | SEP | SEP | YMC | YMC | 0     | 26º  |
| 2016     | Carlin Motorsport |     |     |     |     |     |     |     |     |     |     |     |     |     |     |     |     |     |     |     |     | Rit | 17  | 0     | 26º  |

### Risultati in Formula 2
(legenda) (Le gare in grassetto indicano la pole position) (Le gare in corsivo indicano Gpv)
| Anno | Team        | 1   | 2   | 3   | 4   | 5   | 6   | 7    | 8    | 9    | 10   | 11  | 12  | 13  | 14  | 15  | 16  | 17  | 18  | 19  | 20  | 21   | 22   | 23   | 24   | Punti | Pos. |
| ---- | ----------- | --- | --- | --- | --- | --- | --- | ---- | ---- | ---- | ---- | --- | --- | --- | --- | --- | --- | --- | --- | --- | --- | ---- | ---- | ---- | ---- | ----- | ---- |
| 2017 | Engineering | BAH | BAH | CAT | CAT | MON | MON | BAK  | BAK  | RBR  | RBR  | SIL | SIL | HUN | HUN | SPA | SPA | MNZ | MNZ | JER | JER | YMC  | YMC  |      |      | 16    | 17º  |
| 2017 | Engineering | 20  | 12  | 11  | 14  | 14  | 16  | Rit  | 16   | 17   | 13   | 12  | 13  | 10  | 12  |     |     |     |     |     |     |      |      |      |      | 16    | 17º  |
| 2017 | Rapax       | BAH | BAH | CAT | CAT | MON | MON | BAK  | BAK  | RBR  | RBR  | SIL | SIL | HUN | HUN | SPA | SPA | MNZ | MNZ | JER | JER | YMC  | YMC  |      |      | 16    | 17º  |
| 2017 | Rapax       |     |     |     |     |     |     |      |      |      |      |     |     |     |     | 14  | 12  | 7   | 4   | 17  | 12  | 10   | Rit  |      |      | 16    | 17º  |
| 2018 | Charouz     | BHR | BHR | BAK | BAK | CAT | CAT | MON  | MON  | LEC  | LEC  | RBR | RBR | SIL | SIL | HUN | HUN | SPA | SPA | MNZ | MNZ | SOC  | SOC  | YMC  | YMC  | 74    | 10º  |
| 2018 | Charouz     | 13  | 9   | Rit | 10  | Rit | 10  | 4    | 2    | 6    | 2    | Rit | Rit | 4   | 5   | 17  | 9   | 18  | 13  | 13  | 11  | 12   | 13   | 6    | 6    | 74    | 10º  |
| 2019 | Carlin      | BHR | BHR | BAK | BAK | CAT | CAT | MON  | MON  | LEC  | LEC  | RBR | RBR | SIL | SIL | HUN | HUN | SPA | SPA | MNZ | MNZ | SOC  | SOC  | YMC  | YMC  | 92    | 8º   |
| 2019 | Carlin      | 5   | 5   | Rit | Rit | 12  | 11  | 7    | 2    | NC   | 7    | 7   | Rit | 7   | 2   | Rit | 13  | C   | C   | Rit | 8   | 3    | 14   | 4    | 6    | 92    | 8º   |
| 2020 | Charouz     | RBR | RBR | RBR | RBR | HUN | HUN | SIL1 | SIL1 | SIL2 | SIL2 | CAT | CAT | SPA | SPA | MNZ | MNZ | MUG | MUG | SOC | SOC | SAK1 | SAK1 | SAK2 | SAK2 | 134   | 8º   |
| 2020 | Charouz     | 7   | 2   | 19  | 12  | 7   | 6   | 6    | 3    | 5    | 4    | 10  | 9   | 4   | 6   | 8   | 4   | 3   | 2   | 18  | 17  | 16   | 3    | 12   | 13   | 134   | 8º   |

### Endurance

#### Risultati 24 ore di Le Mans
| Anno | Team             | Co-piloti                      | Auto                 | Classe      | Giri | Pos. | Class Pos. |
| ---- | ---------------- | ------------------------------ | -------------------- | ----------- | ---- | ---- | ---------- |
| 2020 | Rebellion Racing | Nathanaël Berthon Romain Dumas | Rebellion R13-Gibson | LMP1        | 381  | 4°   | 4°         |
| 2021 | Team WRT         | Robert Kubica Ye Yifei         | Oreca 07-Gibson      | LMP2        | 362  | Rit  | Rit        |
| 2022 | Prema Orlen Team | Robert Kubica Lorenzo Colombo  | Oreca 07-Gibson      | LMP2        | 369  | 6°   | 2°         |
| 2023 | Team WRT         | Rui Andrade Robert Kubica      | Oreca 07-Gibson      | LMP2        | 328  | 10°  | 2°         |
| 2024 | AO by TF         | Alex Quinn P. J. Hyett         | Oreca 07-Gibson      | LMP2 Pro-Am | 328  | 20°  | 2°         |
| 2025 | AO by TF         | Dane Cameron P. J. Hyett       | Oreca 07-Gibson      | LMP2 Pro-Am | 366  | 20°  | 3°         |

#### Risultati 24 ore di Daytona
| Anno | Team                     | Co-piloti                                       | Auto            | Classe | Giri | Pos. | Class Pos. |
| ---- | ------------------------ | ----------------------------------------------- | --------------- | ------ | ---- | ---- | ---------- |
| 2022 | Tower Motorsport         | Rui Andrade John Farano Ferdinando d'Asburgo    | Oreca 07-Gibson | LMP2   | 751  | 7°   | 3°         |
| 2023 | WTR - Andretti Autosport | Filipe Albuquerque Ricky Taylor Brendon Hartley | Acura ARX-06    | GTP    | 783  | 2°   | 2°         |
| 2024 | WTR - Andretti Autosport | Jenson Button Colton Herta Jordan Taylor        | Acura ARX-06    | GTD    | 791  | 3°   | 3°         |

#### Risultati nel European Le Mans Series
| Anno    | Squadra            | Classe      | Vettura  | CAT | RBR | LEC | MNZ | SPA | POR | Punti | Pos. |
| ------- | ------------------ | ----------- | -------- | --- | --- | --- | --- | --- | --- | ----- | ---- |
| 2021    | Team WRT           | LMP2        | Oreca 07 | 1   | 1   | 5   | 4   | 1   | 2   | 118   | 1°   |
| Anno    | Squadra            | Classe      | Vettura  | PAU | IMO | MON | BAR | SPA | POR | Punti | Pos. |
| 2022    | Prema Orlen Team   | LMP2        | Oreca 07 | 1   | 1   | 5   | 1   | 3   | 1   | 125   | 1°   |
| Anno    | Squadra            | Classe      | Vettura  | BAR | LEC | ARA | SPA | POR | ALG | Punti | Pos. |
| 2023    | Racing Team Turkey | LMP2 Pro/Am | Oreca 07 | 1   | 1   | 9   | 2   | 6   | 4   | 94    | 3°   |
| Anno    | Squadra            | Classe      | Vettura  | BAR | LEC | IMO | SPA | MUG | ALG | Punti | Pos. |
| 2024    | AO con TF Sport    | LMP2        | Oreca 07 | 7   | 3   | 2   | 1   | 5   | 2   | 93    | 1°   |
| Legenda |                    |             |          |     |     |     |     |     |     |       |      |

*Stagione in corso.

#### Risultati nel Campionato del mondo endurance
| Anno    | Squadra                   | Classe | Vettura  | SPA | ALG | MNZ | LMS | BHR | BHR |     | Punti | Pos. |
| ------- | ------------------------- | ------ | -------- | --- | --- | --- | --- | --- | --- | --- | ----- | ---- |
| 2021    | Inter Europol Competition | LMP2   | Oreca 07 |     | 5   |     |     |     |     |     | 15    | 20°  |
| Anno    | Squadra                   | Classe | Vettura  | SEB | SPA | LMS | MON | FUJ | BHR |     | Punti | Pos. |
| 2022    | Prema Orlen Team          | LMP2   | Oreca 07 | 4   | 7   | 2   | 6   | 6   | 4   |     | 94    | 5°   |
| Anno    | Squadra                   | Classe | Vettura  | SEB | ALG | SPA | LMS | MON | FUJ | BHR | Punti | Pos. |
| 2023    | Team WRT                  | LMP2   | Oreca 07 | 4   | 3   | 1   | 2   | 3   | 1   | 1   | 173   | 1°   |
| Legenda |                           |        |          |     |     |     |     |     |     |     |       |      |

#### Risultati nel campionato IMSA
| Anno    | Team                             | Classe | Auto            | 1     | 2     | 3      | 4     | 5     | 6     | 7     | 8   | 9     | Pos.  | Punti |
| ------- | -------------------------------- | ------ | --------------- | ----- | ----- | ------ | ----- | ----- | ----- | ----- | --- | ----- | ----- | ----- |
| 2022    | Tower Motorsport                 | LMP2   | Oreca 07-Gibson | DAY 3 | SEB 7 | LGA 1  | HDO   | WGI 2 | ROA 2 | PET 1 |     |       | 1712  | 7°    |
| 2023    | Wayne Taylor Racing              | GTP    | Acura ARX-06    | DAY 2 | SEB 4 | LBH    | LGA   | WGL 6 | MOS   | ROA   | IMS | PET 9 | 1165  | 11°   |
| 2023    | Tower Motorsport                 | LMP2   | Oreca 07-Gibson | DAY   | SEB   | LGA 8  | WGL   | ELK 4 | IMS 2 | PET   |     |       | 912   | 12°   |
| 2024    | Wayne Taylor Racing con Andretti | GTP    | Acura ARX-06    | DAY 3 | SEB 1 | LBH 10 | LGA 4 | DET 5 | WGL 4 | ELK 8 | IMS | PET   | 2107* |       |
| Legenda |                                  |        |                 |       |       |        |       |       |       |       |     |       |       |       |

*Stagione in corso.

#### Risultati nel Asian Le Mans Series
| Anno    | Squadra   | Classe | Vettura  | SEP | SEP | DUB | ABU | ABU | Punti | Pos. |
| ------- | --------- | ------ | -------- | --- | --- | --- | --- | --- | ----- | ---- |
| 2023-24 | 99 Racing | LMP2   | Oreca 07 | 1   | 2   | 1   | Rit | 11  | 70    | 3°   |
| Legenda |           |        |          |     |     |     |     |     |       |      |

## Palmarès
- 2  European Le Mans Series: Team WRT (2021), Prema Orlen Team (2022)
- 1  12 Ore di Sebring: Acura ARX-06 (2024)
- 1  WEC LMP2: Team WRT(2023)
- 1  Formula Renault 2.0 NEC: Josef Kaufmann Racing (2015)